# Maria Magdalena (obraz Jacopa Tintoretta)

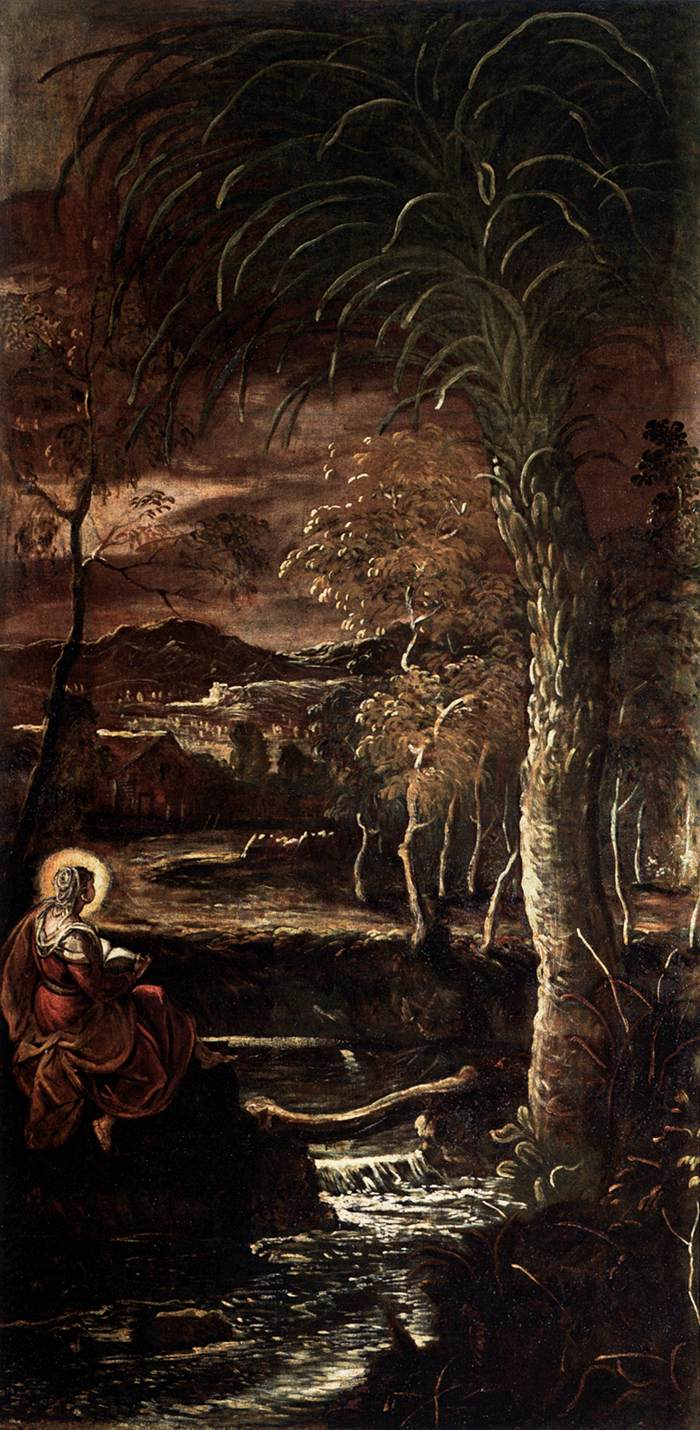
Maria z Egiptu

Maria Magdalena (wł. Santa Maria Maddalena) – obraz renesansu, autorstwa włoskiego malarza Jacopa Tintoretta.
Obraz wraz z płótnem pt. Maria z Egiptu został namalowany dla Sali nabożeństw (Sala Terrena) w Scuola Grande di San Rocco w Wenecji. W latach 1583–1587 Tintoretto namalował kolejne obrazy (w sumie osiem) przedstawiające epizody z życia Marii.
Na obu wspomnianych obrazach o tych samych wymiarach i kompozycjach, główną rolę odgrywa światło. Pejzaż, zajmujący większą przestrzeń, spowity jest rozbłyskami światła. Kobiety przedstawione na płótnie to Maria Magdalena i Maria Egipcjanka. Kobiety siedzą samotnie na łonie przyrody i są zatopione w lekturze. Na obu obrazach ubrane są tak samo, siedzą nad tym samym strumieniem. Jedyną różnicę znajdujemy w ułożeniu ciał kobiet: na obrazie Maria Magdalena postać zwrócona jest frontalnie do widza, a na obrazie Maria z Egiptu odwrócona jest tyłem. Patrząc na te dwa obrazy jednocześnie można odnieść wrażenie, iż Tintoretto przedstawił tę samą scenę na dwóch obrazach z dwóch różnych perspektyw – przedniej i tylnej. Taka interpretacja nasuwa przypuszczenia, iż tytuły obrazów są nieprawidłowe i niekoniecznie przedstawiają te dwie święte, lecz stanowią dwie wersje jednego tematu.